# Berezanskit
Das Mineral Berezanskit ist ein sehr selten vorkommendes Ringsilikat aus der Milaritgruppe innerhalb der Mineralklasse der „Silikate und Germanate“ mit der Endgliedzusammensetzung K□2Ti4+2Li3Si12O30 (□: Leerstelle). Berezanskit ist damit chemisch gesehen ein Kalium-Titan-Lithium-Silikat.
Berezanskit kristallisiert mit hexagonaler Symmetrie und entwickelt Aggregate aus farblosen, plattigen Kriställchen von unter einem Millimeter Größe mit einem glasähnlichen Glanz auf den Oberflächen.
Das Mineral bildet sich in alkalireichen Pegmatiten bei niedrigem Druck (<2 kbar) und mittleren Temperaturen um 450–500 °C. Neben seiner Typlokalität, dem Gletscher Dara-i-Pioz im Alaigebirge in Tadschikistan, ist Berezanskit  bislang (Januar 2025) nur noch bei La Mareta auf Teneriffa, Kanarische Inseln, Spanien, gefunden worden.

## Etymologie und Geschichte
Entdeckt wurde Berezanskit in einem Bruchstück eines kalium- und natriumreichen Pegmatites in den Moränen des Gletschers Dara-i-Pioz im Alaigebirge in Tadschikistan. Die Analyse und Erstbeschreibung erfolgte durch L. A. Pautow (russisch Л. А. Паутов) und A. A. Agachanow (russisch А. А. Агаханов), die das neue Mineral der Milaritgruppe zuordneten es nach dem russischen Geologen Anatolija Wladimirowitscha Beresanskogo (russisch Анатолия Владимировича Березанского, Anatolyi Vladimirovich Berezanskii; * 1948) benannten, der die Region kartiert hatte.
Pautow und Agachanow sandten ihre Untersuchungsergebnisse und den gewählten Namen 1996 zur Prüfung an die International Mineralogical Association (interne Eingangs-Nummer der IMA: 1996-041), die den Berezanskit als eigenständige Mineralart anerkannte. Die ebenfalls von der IMA/CNMNC anerkannte Kurzbezeichnung (auch Mineral-Symbol) von Berezanskit lautet „Bzk“.

## Klassifikation
Da der Berezanskit erst 1996 als eigenständiges Mineral anerkannt wurde, ist er in der seit 1977 veralteten 8. Auflage der Mineralsystematik nach Strunz noch nicht verzeichnet.
Im Lapis-Mineralienverzeichnis nach Stefan Weiß, das sich aus Rücksicht auf private Sammler und institutionelle Sammlungen noch nach dieser alten Form der Systematik von Karl Hugo Strunz richtet, erhielt das Mineral die System- und Mineral-Nr. VIII/E.22-125. In der „Lapis-Systematik“ entspricht dies der Klasse der „Silikate und Germanate“ und dort der Abteilung „Ringsilikate“, wo Berezanskit zusammen mit Agakhanovit-(Y), Almarudit, Armenit, Brannockit, Chayesit, Darapiosit, Dusmatovit, Eifelit, Emeleusit, Faizievit, Friedrichbeckeit, Klöchit, Lipuit, Merrihueit, Milarit, Oftedalit, Osumilith, Osumilith-(Mg), Poudretteit, Roedderit, Shibkovit, Sogdianit, Sugilith, Trattnerit, Yagiit und Yakovenchukit-(Y) die Gruppe „Doppelte Sechserringe [Si12O30]12− – Milarit-Osumilith-Gruppe“ mit der System-Nr. VIII/E.22 bildet (Stand 2018).
Die von der IMA zuletzt 2009 aktualisierte 9. Auflage der Strunz’schen Mineralsystematik ordnet den Berezanskit ebenfalls in die Abteilung der „Ringsilikate (Cyclosilikate)“ ein. Diese ist weiter unterteilt nach der Struktur der Ringe, so dass das Mineral entsprechend seinem Aufbau in der Unterabteilung „[Si6O18]12−-Sechser-Doppelringe“ zu finden ist, wo es zusammen mit Almarudit, Armenit, Brannockit, Chayesit, Darapiosit, Dusmatovit, Eifelit, Friedrichbeckeit, Klöchit, Merrihueit, Milarit, Oftedalit, Osumilith, Osumilith-(Mg), Poudretteit, Roedderit, Shibkovit, Sogdianit, Sugilith, Trattnerit und Yagiit die „Milaritgruppe“ mit der System-Nr. 9.CM.05 bildet.
Die Systematik der Minerale nach Strunz (9. Auflage) wird von „Hudson Institute of Mineralogy“ in der Mineraldatenbank „Mindat.org“ weitergeführt. Hier gehört Berezanskit in die Klasse „Silicate und Germanate“ und die Abteilung der „Ringsilikate“ (englisch [Cyclosilicates). Diese ist weiter unterteilt nach der Zähligkeit und Multiplizität der Silicatringe und Berezanskit wird in der Unterabteilung „sechser-Doppelringe“ (englisch Si6O18]2- 6-membered double rings) mit der Systemnummer 9.CM geführt, zusammen mit den zuvor aufgeführten Mineralen der Milarit-Gruppe, den neu hinzugekommenen Mineralen Aluminosugilith und Laurentthomasit sowie dem verwandten Mineral Faizievit.
Auch die vorwiegend im englischen Sprachraum gebräuchliche Systematik der Minerale nach Dana ordnet den Berezanskit in die Klasse der „Silikate und Germanate“, dort allerdings in die bereits feiner unterteilte Abteilung der „Ringsilikate: Kondensierte Ringe“ ein. Hier ist er in der „Milarit-Osumilith-Gruppe (Milarit-Osumilith-Untergruppe)“ mit der System-Nr. 63.02.01a innerhalb der Unterabteilung „Ringsilikate: Kondensierte, 6-gliedrige Ringe“ zu finden.

## Chemismus
Berezanskit ist das Titan-Analog von Brannockit oder Sogdianit und die empirische Zusammensetzung aus der Typlokalität ist
[12](K0,98Ba0,01) [9](□1,94Na0,06) [6](Ti1,94Nb0,04Fe0,02) [4](Li2,95Al0,02) [4]Si11,99O30, wobei in den eckigen Klammern die Koordinationszahl der jeweiligen Position in der Kristallstruktur angegeben ist.
Berezanskit bildet Mischkristalle mit Brannockit, Sogdianit und Sugilith, was sich im Ersatz von Ti4+ durch Sn4+ und Zr4+ sowie dem gekoppelten Einbau von Fe3+ und Na+ äußert.

## Kristallstruktur
Berezanskit kristallisiert mit hexagonaler Symmetrie der Raumgruppe P6/mcc (Raumgruppen-Nr. 192) und den Gitterparametern a = 9,898 Å und c = 14,276 Å sowie zwei Formeleinheiten pro Elementarzelle.
Der schwache, optisch zweiachsige Charakter von Berezanskit deutet auf eine möglicherweise erniedrigte Symmetrie hin.
Berezanskit ist isotyp zu Milarit, d. h., es kristallisiert mit der gleichen Struktur wie Milarit. Die 12-fach koordinierte C-Position ist voll besetzt mit Kalium (K+) und die 9-fach koordinierte B-Position ist unbesetzt. Titan (Ti4+) sowie Spuren von Niob (Nb4+) und Eisen (Fe3+) füllen die 6-fach koordinierte A-Position. Die tetraedrisch koordinierten T2-Position enthält ausschließlich Lithium (Li+). Die T1-Position, die die 6er-Doppelringe aufbaut, enthält nur Silizium (Si4+).

## Bildung und Fundorte
Berezanskit bildet sich in alkalireichen, H2O-untersättigten Pegmatiten bei niedrigem Druck (<2 kbar) und Temperaturen um 450–500 °C.
Die Typlokalität von Berezanskit sind die Moränen des Gletschers Dara-i-Pioz im Alaigebirge in Tadschikistan, wo es in pegmatitischen Gesteinen in den Moränen vorkommt. Berezanskit tritt hier zusammen mit Quarz, Mikroklin, dem Natrium-Pyroxen Ägirin, dem Lithium-Glimmer Polylithionit, Cs-Kupletskit, einem Kettensilikat aus der Astrophyllitguppe, den 4er-Ringsilikat Hyalotekit, den 5er-Kettensilikat Tadzhikit-(Y), dem 6er-Doppelkettensilikat Zektzerit, dem Inselsilikat Stillwellit-(Ce) dem Milaritgruppenmineral Dusmatovit sowie Pyrophanit sowie dem verzweigten 6er-Ringsilikat Tienshanit auf.
Dieser sehr mineralreiche Fundort stellt die Typlokalität von 45 Mineralen dar (Stand Januar 2025), davon allein 5 aus der Milaritgruppe: Berezanskit, Darapiosit, Dusmatovit, Shibkovit und Sogdianit. Weiterhin wurden hier die Milaritgruppenminerale Milarit, Osumilith, und Sugilith nachgewiesen.
Der bislang (Januar 2025) einzige weitere dokumentierte Fundort von Berezanskit sind Xenolithe in den Vulkaniten bei La Mareta an der Südküste Teneriffas, Kanarische Inseln. Berezanskit ist hier Teil der Be-Li-Cs-F-Ti-Nb-Zr-REE(+Y)-Paragenesen, die von Griceit, Holmquisit und Pollucit dominiert werden. Weitere Minerale bei La Mareta sind Apatit, Baddeleyit, Bastnaesit, Bertrandit, Bikitait, Burbankit, Cookeit, Epididymit, Eudidymit, Eudialyt, Eudialyt-(Mn), Garmit, Gugiait, Hambergit, Helvin, Kryolith, Lintisit, Lithiotantit, Lorenzit, Loparit-(Ce), Monazit-(Ce), Montebrasit, Mosandrit-(Ce), Neptunit, Niocalit, Perrierit-(La), Petalit, Polylithionit, Pyrochlor, Schüllerit, Sellait, Spodumen, Tainiolith, Titanit, Xenotim-(Y), Zirkon, Ankerit, Ansermetit, Bixbyit, Fairfieldit, Galaxit, Hewettit, Hollandit, Kutnohorit, Manganogrunerit, Mendigit, Minasragrit, Molybdänit, Patrónit, Piemontit, Pyrophanit, Rhodonit, Ribbeit und Serandit.